# Krimskykaserne

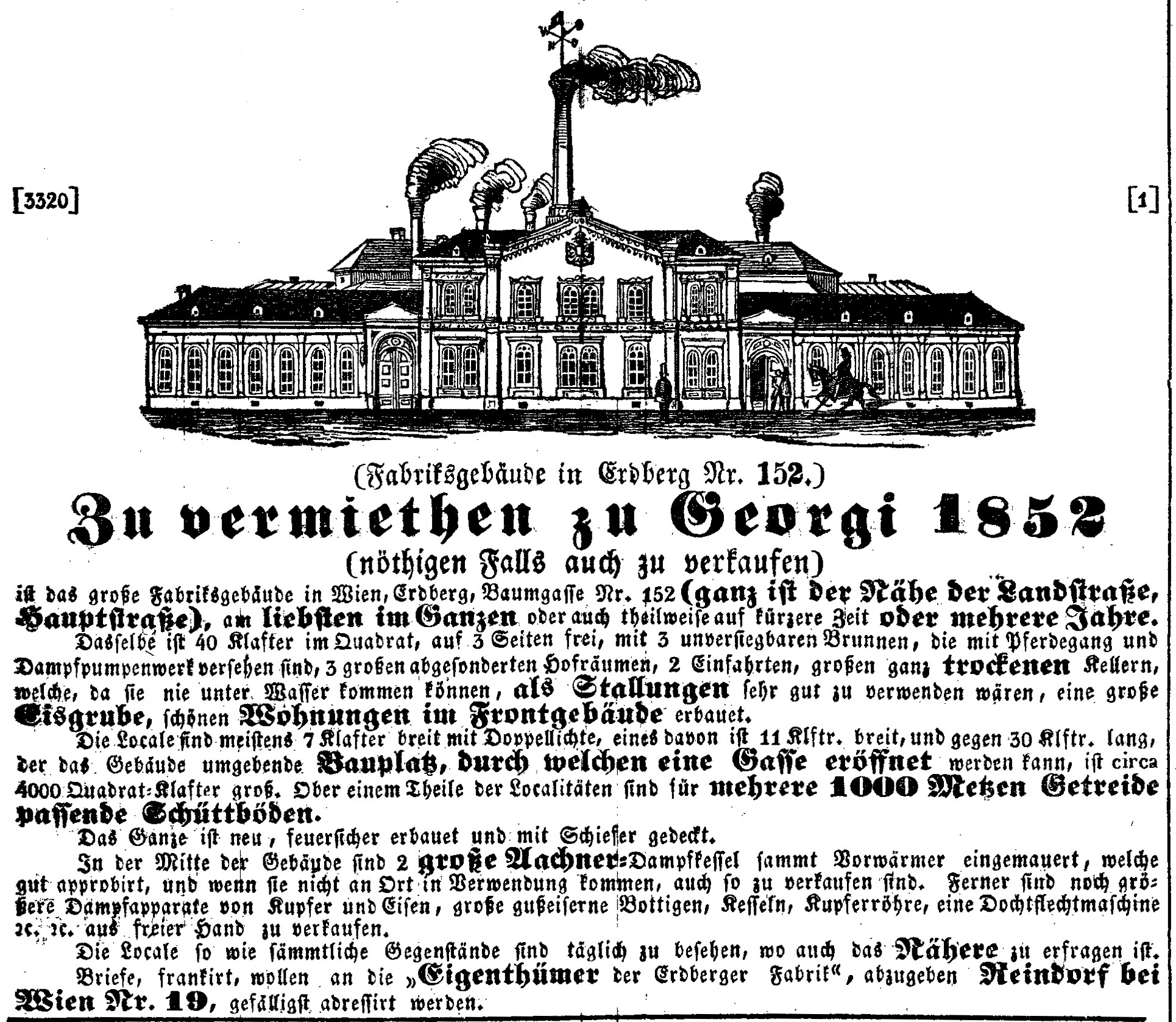
Kerzenfabrik des Josef Krimsky, 1852

Die Krimskykaserne befand sich im 3. Wiener Gemeindebezirk in der Baumgasse.
1847/48 errichtete der Seifensieder Josef Krimsky auf Baumgasse Nr. 152 (heute: ON 37–39) eine Kerzenfabrik, die er bereits einige Jahre später als Miet- bzw. Kaufobjekt anbot. 1859 wurde die Liegenschaft vom k.k. Militärärar erworben, 1860 als Artilleriekaserne adaptiert. Die Baulichkeit war ab 1908 einige Zeit Heimat des zweiten, aber weniger prominenten Hausregiments der Stadt Wien, nämlich der k. u. k. Reitenden Artilleriedivision Nr. 2 („Wiener Reitende“). In der Baumgasse 24 beziehungsweise Hyegasse 1 wurde 1900 die Reithalle der Krimsky-Kaserne, die der Dehio als erste Wiener Sporthalle bezeichnet, errichtet.
1925 wurde die Kaserne abgerissen, um Platz zu machen für den heute als „Rabenhof“ bekannten Gemeindebau.
Im Winter 2005/2006 wurde auch die ehemalige Reithalle, ein langgestreckter eingeschoßiger Hallenbau, abgerissen.